# Caractères chinois
Pour la méthode d'initiation, voir Caractères chinois (livre).
Les caractères chinois, ou sinogrammes, sont les unités logographiques qui composent l'écriture des langues chinoises.
Ils sont appelés en chinois hànzì (« caractères han »), s'écrivant, en chinois traditionnel : 漢字, et depuis le XXe siècle en République populaire de Chine, en Malaisie et à Singapour, en chinois simplifié : 汉字. Ils ont été dans le passé ou sont également de nos jours utilisés pour écrire d'autres langues, à titre principal ou complémentaire, notamment le coréen (hanja), le japonais (kanji) ou le vietnamien (chữ nho). Leur utilisation s'étend donc sur une large étendue géographique, la « sinosphère ».
Les caractères chinois forment le plus ancien système d'écriture qui soit resté d'un usage continu,,. Du fait de leur usage généralisé en Chine et au Japon, et par l'usage historique qui en a été fait dans la sinosphère, les caractères chinois figurent au deuxième rang des systèmes d'écriture dans le monde, derrière l'alphabet latin, et devant tous les autres systèmes alphabétiques.
L’effectif précis des sinogrammes existants est sujet à débat. Leur nombre peut se compter en dizaines de milliers, les estimations vont de 40 000 à plus de 60 000 si on prend en considération leur nombre sur la durée totale d’existence de l’écriture chinoise. Mais les 3⁄4 sont des variantes graphiques (异体字 / 異體字, yìtǐzì) qui ne sont plus utilisées. Le chinois courant requiert la connaissance de 3 000 à 5 000 sinogrammes et le japonais de 2 000 à 3 000.
Les caractères chinois retranscrivent à l'origine le chinois archaïque et le chinois médiéval. Ils se rattachent à présent à divers standards nationaux de caractères, qui donnent une référence pour la forme et la prononciation. Les sinogrammes simplifiés (简体字 / 簡體字, jiǎntǐzì) sont utilisés officiellement en Chine continentale et à Singapour. Les sinogrammes traditionnels sont utilisés à Taïwan, à Hong Kong et à Macao. Cette écriture que les Occidentaux appellent « traditionnelle », est désignée en chinois soit par le terme 繁体字 / 繁體字, fántǐzì, « caractères compliqués » soit par le terme 正体字 / 正體字, zhèngtǐzì, « caractères normaux », cette deuxième appellation étant principalement utilisée à Taïwan.
Le Japon a également simplifié à sa manière une partie des caractères d'usage fréquent, en forme simplifiée japonaise (shinjitai).
Le nombre de traits (筆素, bǐ sù) d'un sinogramme peut aller de un (一 / 乙) à trente-six (齉, Nàng) pour ce qui est de l’écriture simplifiée, voire plus pour des idéogrammes traditionnels ou des variantes.

## Désignation des caractères chinois
Les « caractères chinois » ne sont pas tous des idéogrammes, contrairement à ce que suppose la désignation populaire. Tous ne visent pas nécessairement à évoquer une idée. Il existe aussi des pictogrammes, qui représentent directement un objet ou une scène, et des idéophonogrammes, où le choix de la composition inclut la phonétique.
Le terme francophone « sinogramme » correspond au mandarin hànzì (chinois simplifié : 汉字 ; chinois traditionnel : 漢字 ; prononcé /xan.ts̩ɻ/), littéralement « écriture Han ». Ce terme a été notamment diffusé grâce à la Méthode d’initiation à la langue et à l’écriture chinoises. Il est formé sur le préfixe latin sino-, désignant la Chine d'après la dynastie Qin (秦), et du suffixe grec -gramme, désignant la mise par écrit.
En France, il était déjà en usage au XIXe siècle : on le trouve employé, par exemple, dans un article d’Alexandre Ular, « Notes sur la littérature en Chine ». Il était également utilisé par les auteurs anglo-saxons : ainsi George Ripley et Charles A. Dana dans The New American Cyclopaedia : A Popular Dictionary of General Knowledge, dont l’édition fut entreprise dès 1858. Le premier usage attesté le serait en 1830, en langue latine : « sinogrammatum ». Cette année-là, l’abbé Janelli Cataldo publie un ouvrage dont le titre est : Tabulae Rosettanae hieroglyphicae et centuriae sinogrammatum polygraphicorum interpretatio per lexeographiam Temuricosemiticam tentata. Le terme de « compétence sinographique » a été introduit dans les programmes scolaires de chinois publiés en 2002 par le ministère français de l'Éducation nationale, sous la direction de Joël Bellassen.
Ryjik Kyril les désigne par le terme de « mnémographes »,
pour insister sur leur fonction constitutive : graphies permettant d'évoquer en mémoire des événements.

## Histoire

### Origine graphique

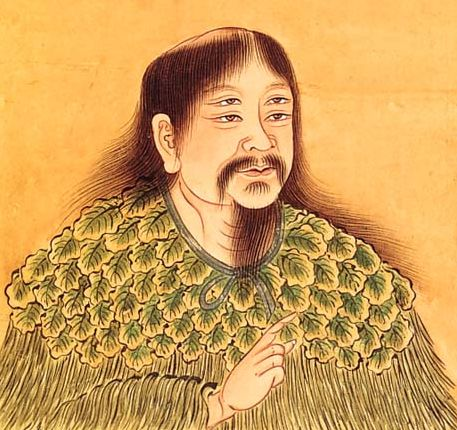
Cang Jie, l'inventeur légendaire de l'écriture chinoise, représenté avec les quatre yeux que lui prête la tradition, qui lui permettent de voir les secrets du ciel et de la terre.

D'après la légende (mythologie), les caractères chinois ont été inventés par Cang Jie (倉頡 Cāngjié) au temps mythique de l'empereur jaune, il y a près de cinq mille ans. Après avoir vu comment un chasseur peut identifier à son empreinte l'animal qu'il poursuit, il aurait formé son premier système d'écriture en désignant chaque chose par une marque immédiatement reconnaissable. 
De manière plus scientifique, les caractère chinois apparaissent vers 1300 avant J.-C.
De fait, l'écriture chinoise, initialement, est formée à partir de pictogrammes, c'est-à-dire de dessins où le graphique primitif est une représentation directe de quelque chose.
L'origine des caractères chinois peut être retracée jusqu'à d'anciens signes archaïques, tandis que l’écriture elle-même semble reliée à l’invention du fil de soie.

### Logographies

Caractère, inscription sur bronze. Dessin d'un homme de face, arborant le caractère (cœur) sur sa poitrine.

L'origine de ces graphismes premiers incluait probablement une sorte de représentation totémique, ce que reflète l'étude étymologique du caractère qui désigne ces pictogrammes, 文. En effet, le dessin d'origine montre un homme vu de face (le petit trait du haut forme la tête, la barre horizontale marque les bras, et les deux diagonales forment les jambes) qui comporte un signe distinctif sur sa poitrine. Ce tableau, et les significations secondaires du mot 文 (« Ornement où le rouge se mêle au vert ou au bleu », « Ensemble de lignes, dessin, veines dans le bois ou la pierre »), suggèrent que ce tableau originel montre un homme portant sur sa poitrine des tatouages colorés.
Ainsi, le caractère chinois 文 désigne avant tout un dessin symbolique, et pour l'étymologie, l'idée du graphisme d'un caractère simple est essentiellement évoqué par un tableau montrant un tatouage, un dessin marquant l'appartenance d'un individu à un groupe social symbolique, un totem. Ceci ne signifie évidemment pas que tous ces tracés primitifs ont été hérités d'inscriptions totémiques, mais montre simplement que le glyphe à l'origine n'a pas nécessairement une fonction d'écriture.
Mais la simple représentation d'objet ne forme pas un système d'écriture. De tels dessins sont insuffisants pour représenter tous les éléments d'une langue. Un niveau d'abstraction supplémentaire est nécessaire.

### Évolution en un système sémiologique
Le principe qui permet de passer à un système d'écriture est que le dessin ne s'interprète plus nécessairement de manière isolée : l'unité signifiante peut être construite en faisant sémantiquement référence à d'autres, par transformation ou par composition. C'est une rationalisation qui permet de diminuer le nombre d'éléments qui peuvent constituer les graphèmes, tout en augmentant la capacité d'expression. Seul un tel système peut être qualifié d'écriture.
Ce principe étant acquis, il évolue très rapidement vers un système cohérent et signifiant : les dessins se simplifient et s'uniformisent, et les compositions se figent. Les briques élémentaires du système d'écriture sont des « éléments de caractère ». Ces éléments simples jouent le rôle des lettres dans les écritures alphabétiques pour ce qui est de la combinatoire, mais contrairement aux écritures alphabétiques, ils conservent généralement par eux-mêmes un contenu sémantique.
Soit par exemple la série de caractères suivants : 妞, 媽, 她, 好, 姓 et 妾. On remarque qu'ils ont tous en commun l'élément graphique 女 nǚ, plus ou moins déformé afin de ne pas dépasser du carré fondamental. Le graphique 女, qui apparaît comme « élément de caractère » dans ces composés, constitue aussi un caractère pictographique autonome. La valeur sémantique de ce caractère, celui de « femme » et « féminin », se retrouve par ailleurs dans chacun des dérivés. L'autre partie de ces caractères est soit un élément phonétique (privé du sens qu'il a en tant que caractère autonome le cas échéant), soit un autre radical sémantique. Il faut noter qu'un élément de caractère n'apparaît pas nécessairement comme caractère autonome : ainsi, le composé 亼 est relativement fréquent comme élément de caractère, mais n'existe pas comme caractère autonome.

### Évolution de la composition
Les premiers caractères qui nous sont parvenus sont ceux des premières inscriptions sur bronze de la première dynastie Xia (夏 xià), qui peuvent remonter au IXe siècle avant notre ère. Celles de la deuxième dynastie Shang (商 Shāng) remontent du XVIe au Xe siècle. C'est de cette deuxième dynastie que datent les inscriptions oraculaires, tracés par incision sur des os ou des carapaces de tortues. Ces caractères sont formés de traits d'épaisseur constante, plutôt rectilignes.
L'examen de ces graphies antiques (古文) montre que leur composition était bien définie, mais que leur forme variait beaucoup. Les principes de l'écriture moderne sont visibles dès 1400-1200 avant notre ère, tandis que les caractères numéraires, surreprésentés, semblent indiquer une fonction administrative à l'écriture archaïque. Dans cette Chine ancienne, les Jiaguwen (~-1400), gravés sur des carapaces de tortues et omoplates de bovins avaient des allures très variables d’un support à l’autre, d’un site archéologique à un autre. Le rôle rituel, la faiblesse des échanges écrits, la barrière de la distance, mais aussi la main humaine permettent l’apparition de très nombreuses variantes pour un même caractère en style Jiaguwen, Jinwen, ou Dazhuan. Il existe ainsi des catalogues entiers de variantes Jiaguwen des caractères 龍，魚，鳥，etc. R. Sears, spécialiste des sinogrammes anciens, publie par exemple 80 variantes Jiaguwen, 62 Jinwen et 25 Dazhuan du caractères 馬 mǎ, cheval. Dans une même « phrase », la taille des caractères varie, et les représentations d’un même caractère peuvent également varier. C’est un concept que l’on dessine, aussi la graphie de chaque caractère n’est-elle pas vraiment fixée.
La troisième dynastie Zhou (周 Zhōu), du XIe au IIe siècle avant notre ère, a également fourni des bronzes. Vers l'an -800, l'annaliste impérial 籕 (Zhòu) dressa pour l'usage des scribes officiels un catalogue des caractères existants, dont il détermina la forme dorénavant obligatoire. La comparaison des graphies de la troisième dynastie avec celle des deux premières montre que ce fut plus qu'une nomenclature, ce fut presque une nouvelle création. Le système resta le même, une écriture plus simple remplaçant les anciens dessins trop compliqués. Les philologues chinois appellent ces caractères 籕文 (Zhòuwèn, caractères de 籕 Zhòu), ou 大篆 (grand sigillaire), ou encore 蝌蚪字 (kēdǒuzì), caractères têtards.
À mesure que la décadence de la dynastie 周 (Zhōu) s'accentuait, les études étaient négligées, les scribes devinrent de plus en plus ignorants. Quand ils ne se rappelaient pas un caractère, ils en improvisaient un faux ; ces fausses lettres, recopiées par d'autres ignorants, devenaient usuelles. C'est Confucius qui nous donne ces renseignements vers l'an 500 : « Dans ma jeunesse j'ai encore connu des scribes qui laissaient en blanc les caractères qu'ils ne savaient pas écrire, maintenant il n'y en a plus de pareils ! » Aussi les « caractères bizarres » (奇 子) se multiplièrent-ils à cette époque presque à l'infini, au grand détriment de l'étymologie.
Vers l'an 213 avant notre ère, Li Si (李斯 Lǐ Sī), ministre de l'empereur Qin Shi Huang (秦始皇) qui fit brûler les livres, publia un nouvel index officiel des caractères, auxquels il assigna une forme désormais obligatoire pour les scribes : le petit sigillaire. Sa collection, intitulée 三倉 (sāncāng), contenait 3300 caractères. Il ne créa pas de nouvelles primitives, mais se contenta de composer au moyen d'éléments préexistants des noms pour les objets que l'antiquité n'avait pas connu : la période de création et d'évolution des caractères fut donc terminée avant cette époque. LiSi fut induit en erreur par les variantes fautives (奇子) alors si nombreuses, et fixa la composition de bien des caractères sous une forme erronée.

### Évolution des styles
Après la normalisation des caractères, une des causes de la transformation successive des caractères est d'abord le changement des instruments et des matériaux servant à l'écriture.
La première mention des différents styles d'écritures peut être trouvée dans la postface du Shuowen :
自爾秦書有八體： 一曰大篆， 二曰小篆， 三曰刻符， 四曰蟲書， 五曰摹印， 六曰署書， 七曰殳書， 八曰隸書. 漢興有草書.
À partir des Qin il y a huit sortes d'écritures : les deux écritures sigillaires que sont le grand sceau (大篆, dàzhuàn) et le petit sceau (小篆, xiǎozhuàn), l'écriture lapidaire (刻符, kèfú), l'écriture oiseaux et insectes (鸟虫书 / 鳥蟲書, niǎochóngshū), celle pour imprimer des sceaux (摹印, móyìn), l'écriture pour faire des titres (署书 / 署書, shǔshū), l'écriture en forme de lance (殳书 / 殳書, shūshū), le style clérical (隶书 / 隸書, lìshū). Après l'avènement des Han est apparu le style herbe (草书 / 草書, cǎoshū), une écriture cursive.
Les anciens écrivaient les caractères sigillaires sur des lattes de bambou avec un instrument permettant de tracer dans tous les sens. Ainsi on voit dans les graphies sigillaires des figures rondes, ovales, sinueuses, souvent fort compliquées, mais sans pleins ni déliés.
Peu après l'édition du catalogue de Li Si, Cheng Miao, 程邈, chéng miǎo inventa l'écriture des scribes tracée au pinceau : les lignes tracées ainsi sont épaisses et ne permettent pas des arrondis ni des retours en arrière : les figures rondes devinrent carrées, les courbes se brisèrent à angle droit. Mais on écrivait beaucoup plus vite et les caractères étaient moins encombrants, aussi l'instrument fut-il adopté pour les actes publics, et l'écriture des clercs (隸書, lìshū) devint l'écriture courante.
Leur forme actuelle, Kǎishū, remonte à la dynastie des Han. Les caractères modernes ne peuvent utiliser qu'un nombre défini de traits (au rang desquels la courbe est exclue), ce qui explique les différences notables entre les graphies anciennes et le résultat actuel ; il existe vingt-quatre (ou vingt et un, selon les exégètes) traits fondamentaux (on en trouvera la liste, et les règles de tracé, à l'article Tracé d'un sinogramme).

### Style cursif
Par la suite, le style herbe conduisit à des simplifications de plus en plus importantes du tracé, dont l'écriture standardisée a conduit à de nombreux caractères simplifiés, dont beaucoup ont été officialisés par la réforme graphique introduisant les sinogrammes simplifiés.
Mao Zedong initie une réforme dans les années 1950, visant à simplifier les caractères. Dans la plus grande majorité des cas, ces simplifications consistent à accepter comme caractère ou élément de caractère des compositions héritées des styles cursifs.
La réforme se voulait rapprocher le chinois des écritures alphabétiques, perçues comme supérieures, et devait initier d'autres réformes ultérieures, mais celles-ci n'eurent pas lieu.[réf. nécessaire] Ces caractères simplifiés sont utilisés de façon officielle dans la majeure partie de la Chine. Les régions restées sous concessions étrangères pour 99 ans gardent l'usage des caractères traditionnels, et parlaient officiellement le cantonais comme langue orale, au côté de la langue du colon. Ces territoires ont été concédés à la suite de traités inégaux, comme celui de Hong Kong en 1842 la fin de la guerre de l'opium par l'Empire britannique repoussé plus tard pour 99 ans, et finalement rétrocédé en 1997, celui de Macao au Portugal à la fin de la révolte des Boxers, (rétrocédé en 1999) gardent l'usage des caractères traditionnels lors de la réforme, et le cantonais comme langue officielle. La majorité des autres concessions des empires américains, européens et japonais sont abandonnées ou perdues pendant la République de Chine (1912-1949), avant la réforme officielle.

## Système d'écriture
| 啊 爱 安 暗 按 八 把 爸 吧 白 百 拜 班 般 板 半 办 帮 包 保 抱 报 爆 杯 北 被 背 备 本 鼻 比 笔 避 必 边 便 遍 辨 变 标 表 别 病 并 补 不 部 布 步 才 材 采 彩 菜 参 草 层 曾 茶 察 查 差 产 长 常 场 厂 唱 车 彻 称 成 城 承 程 吃 冲 虫 出 初 除 楚 处 川 穿 传 船 窗 床 创 春 词 此 次 从 村 存 错 答 达 打 大 带 待 代 单 但 淡 蛋 当 党 导 到 道 的 得 灯 等 低 底 地 第 弟 点 典 电 店 掉 调 丁 定 冬 东 懂 动 都 读 独 度 短 断 段 对 队 多 朵 躲 饿 儿 而 耳 二 发 乏 法 反 饭 范 方 房 防 访 放 非 飞 费 分 坟 份 风 封 夫 服 福 府 父 副 复 富 妇 该 改 概 敢 感 干 刚 钢 高 搞 告 哥 歌 革 隔 格 个 给 跟 根 更 工 公 功 共 狗 够 构 姑 古 骨 故 顾 固 瓜 刮 挂 怪 关 观 官 馆 管 惯 光 广 规 鬼 贵 国 果 过 还 孩 海 害 含 汉 好 号 喝 河 和 何 合 黑 很 恨 红 后 候 呼 忽 乎 湖 胡 虎 户 互 护 花 华 划 画 化 话 怀 坏 欢 环 换 黄 回 会 婚 活 火 或 货 获 机 鸡 积 基 极 及 集 级 急 几 己 寄 继 际 记 济 纪 技 计 季 家 加 假 架 价 间 简 见 建 健 件 江 将 讲 交 饺 脚 角 叫 教 较 接 街 阶 结 节 解 姐 介 界 今 金 斤 仅 紧 近 进 尽 京 经 精 睛 景 静 境 究 九 酒 久 就 旧 救 居 局 举 句 具 据 剧 拒 觉 绝 决 军 开 看 康 考 靠 科 可 课 刻 客 肯 空 孔 口 苦 哭 快 筷 块 况 困 拉 来 浪 劳 老 乐 了 累 类 冷 离 李 里 理 礼 立 丽 利 历 力 例 连 联 脸 练 凉 两 辆 亮 量 谅 疗 料 烈 林 零 〇 领 另 留 流 六 龙 楼 路 旅 绿 虑 论 落 妈 马 吗 买 卖 满 慢 忙 毛 么 没 美 每 门 们 猛 梦 迷 米 密 面 民 名 明 命 某 母 木 目 拿 哪 那 男 南 难 脑 闹 呢 内 能 你 年 念 娘 鸟 您 牛 农 弄 怒 女 暖 怕 排 派 判 旁 跑 培 朋 皮 篇 片 票 品 平 评 漂 破 普 七 期 骑 其 奇 齐 起 气 汽 器 千 前 钱 强 墙 桥 巧 切 且 亲 轻 青 清 情 请 庆 穷 秋 求 球 区 取 去 趣 全 缺 却 确 然 让 扰 热 人 认 任 日 容 肉 如 入 三 色 杀 山 善 商 伤 上 少 绍 蛇 设 社 谁 身 深 什 神 甚 生 声 升 省 师 诗 十 时 识 实 食 始 使 史 是 事 市 室 示 似 视 适 式 士 试 世 势 收 手 守 首 受 书 舒 熟 数 术 树 双 水 睡 顺 说 思 司 私 死 四 送 诉 算 虽 随 岁 碎 所 索 他 她 它 台 太 态 谈 特 疼 提 题 体 替 天 田 条 铁 听 挺 停 通 同 统 头 突 图 土 团 推 托 外 完 玩 晚 碗 万 王 往 忘 望 为 围 委 位 卫 味 温 文 闻 问 我 屋 无 五 午 武 舞 物 务 西 息 希 析 习 喜 洗 细 系 下 吓 夏 先 鲜 显 现 线 限 香 乡 相 想 响 象 向 像 项 消 小 校 笑 效 些 鞋 写 谢 新 心 信 星 行 形 醒 姓 兴 幸 性 休 修 需 许 续 选 学 雪 血 寻 牙 呀 言 研 颜 眼 演 验 阳 羊 养 样 要 药 爷 也 夜 叶 业 一 医 衣 依 疑 以 已 意 义 艺 忆 易 议 因 音 阴 印 应 英 影 硬 映 用 优 由 油 有 友 又 右 鱼 于 语 雨 与 遇 育 欲 元 园 原 员 园 远 院 愿 约 月 越 云 运 杂 在 再 咱 早 造 则 怎 增 展 站 张 丈 章 招 找 照 者 这 着 真 诊 正 整 政 证 知 之 支 织 直 职 值 只 指 纸 止 至 制 治 致 志 中 钟 终 种 重 众 周 洲 州 竹 主 住 祝 注 著 助 专 转 庄 装 壮 准 资 子 仔 字 自 总 走 租 族 足 组 嘴 最 昨 左 作 做 坐 座 |

### Mécanismes de formation
Les sinogrammes ne sont pas tous des idéogrammes, encore moins des hiéroglyphes ou des dessins.
En effet, les sinogrammes se classent en différentes catégories, 4 principales, à savoir :
- les pictogrammes ;
- les indicateurs ou idéopictogrammes ;
- les idéogrammes proprement dits ;
- les idéophonogrammes.

À ces quatre catégories viennent se rajouter ce qu’on appelle communément les « clefs » dans les dictionnaires. Ces éléments graphiques (souvent des pictogrammes) sont là pour indiquer ce que signifie le sinogramme.

### Caractères composés
Dans leur très grande majorité les caractères chinois sont composés de deux ou trois caractères (parfois davantage) plus simples, qui jouent alors le rôle d'« éléments de caractère ».
Plusieurs caractères juxtaposés indiquent un nouveau sens, découlant de l'association engendrée. Ces associations peuvent être expliquées par 會意 huìyì, une « réunion sémantique » (idéogramme proprement dit), ou par un assemblage en 形聲 xíngshēng « forme et son » (les idéophonogrammes).
Dans un cas comme dans l'autre, les caractères composés sont généralement compris comme la juxtaposition de deux éléments de caractère (simples, ou eux-mêmes composés), et d'une méthode de juxtaposition. Les juxtapositions les plus fréquentes sont la juxtaposition horizontale (un élément à droite, l'autre à gauche), ou la juxtaposition verticale (un en haut et l'autre en bas) ; d'autres formes d'assemblages existent (englobantes, en coin, répétées...).
Tout sinogramme devant s'inscrire dans un carré idéal, les éléments de tels caractères sont réduits ou déformés. En particulier, les formes pleines des caractères peuvent ne pas être maintenues dans les compositions, ce qui conduit à des déformations systématiques, que l'on peut notamment voir sur la différence entre les caractères pleins et ceux utilisés comme clefs en composition. Ainsi :
- 人 (humain) → 亻 ;
- 水 (eau) → 氵 ;
- 艸 (herbe) → 艹, etc.

Plusieurs formes réduites sont possibles pour un même caractère.
En règle générale, la composition des caractères composés est stable par rapport à l'évolution graphique. Alors que les caractères simples évoluent dans leur graphisme, le fait qu'un caractère soit composé, et la nature de cette composition, sont (généralement) invariables : les deux éléments de caractère concernés évoluent comme le font tous les éléments de caractère de ce type ; et la nature de la composition reste (le plus souvent) invariable. De ce fait, pour toute composition rencontrée dans des styles archaïques (oraculaire, inscription sur bronze, grand sigillaire) il est possible de tracer un équivalent en style moderne (petit sigillaire, ou écriture normale). Inversement, quand on peut constater des modifications dans les éléments de caractère impliqués ou (plus rarement) dans la nature de la composition, de tels changements s'analysent alors comme des changements dans la composition proprement dite, et non comme de simples changements graphiques du caractère pris dans son ensemble.

### Évolutions sémantiques
回也聞一以知十, « Quand Houei voit un caractère, il comprend dix choses » : cette traduction (inhabituelle mais possible) d'une phrase classique illustre la polysémie naturelle à laquelle tendent les caractères chinois : ce qu'évoque un caractère pour un véritable lettré chinois va bien au-delà de ce que suggère la pratique commune, et ce, d'autant plus si l'on prend en compte les sens classiques. Les termes chinois ont généralement de très nombreux sens : il est rare de rencontrer un caractère classique qui n'en ait pas trois ou quatre. Ils correspondent le plus souvent à des dérives du sens primitif, mais finissent par aboutir à de véritables polysémies, et peuvent conduire à de graves contresens si l'on ne connaît pas ces dérivations et sens classiques.
Le caractère 中 (zhōng), par exemple, représente une flèche qui atteint le milieu de sa cible, d'où le sens principal de « milieu, centre » que l'on retrouve dans 中國 (zhōngguó), « le pays du milieu », qui désigne habituellement la Chine. Cependant ce qu'évoque 中 va bien au-delà de la simple notion de « centre » que suggérerait une traduction littérale, si l'on prend en compte la vingtaine de sens classiques. Dans ces sens classiques, parfois rares, il est facile de retrouver une continuité faisant passer à l'idée de « vertu parfaite ». Par exemple les différents glissements de sens seront illustrés par des clefs qui pourraient spécifier tel ou tel sens particulier du mot 中 (les sens entre guillemets sont ceux donnés par Couvreur) :
- dans son sens premier, le caractère représente la flèche (矢) qui frappe le « Milieu, au milieu » ;
- le milieu peut par extension désigner l'homme (人) qui est physiquement au milieu des parties en conflit, donc qui joue le rôle de « Médiateur, entremetteur, arbitre » dans une affaire particulière ;
- de là, de manière plus générale, le caractère (心) de celui « Qui tient le juste milieu » ;
- d'où la notion plus abstraite de « Juste milieu » dans l'ordre de la nature (示) ;
- et de là, spécifiquement, la notion philosophique idéale de « Vertu parfaite », perfection (酉) de celui qui se tient à égale distance des extrêmes, in medio stat virtus, et pratique l'équilibre des passions.

De ce fait, le lettré chinois qui lit 中國 comprend « le pays du milieu » comme signifiant en même temps le pays de la parfaite vertu, d'une perfection achevée, car la notion de perfection conduit également à l'idée de quelque chose qui évolue (辵) vers sa plénitude, son achèvement, d'où le sens de « complet, parfait ».
- Mais la flèche qui frappe la cible en son milieu a également pour effet de la percer (刀), de la couper en deux, d'où le sens de « moitié ».

Pour le lettré chinois moderne, 中國 désigne donc également, et en même temps, un pays coupé en deux.
Tous ces sens (et beaucoup d'autres) sont des évolutions et des dérivations sémantiques, qui dérivent de l'image originelle d'une flèche qui atteint le milieu de sa cible. On voit à travers cet exemple à quel point la lecture d'un texte classique (et plus encore d'un texte poétique) peut être riche d'évocations totalement impossibles à traduire. On voit à quel point aussi ces dérives peuvent conduire facilement à des contresens, quand le même mot 中 peut signifier à la fois « complet » et « moitié »...

## Caractères et mots de la langue
Dans la langue classique chinoise, la plupart des mots sont monosyllabiques, il y a une correspondance nette entre un caractère chinois et un mot de la langue.
En chinois mandarin moderne, les caractères ne correspondent pas toujours à des mots au sens usuel du terme, la majorité des « mots » (référence à une sémantique non ambiguë) sont constitués de deux caractères ou plus, bien que de nombreux mots soient aussi composés d'un seul caractère.
Cependant, les caractères correspondent pratiquement toujours dans l'écriture à des syllabes, porteuses d'un sens autonome, et ils peuvent être qualifiés de « morphosyllabiques » du fait qu'ils représentent des syllabes qui sont en même temps des morphèmes.
Décrire le chinois comme polysyllabique ou monosyllabique n'est pas exact, du fait de la déconnexion entre graphie et signifiant : la langue orale est nécessairement polysyllabique, mais la langue écrite est signifiante caractère par caractère.
Il y a quelques exceptions à cette règle générale qui veut qu'un caractère corresponde à une syllabe et à un morphème. D'une part, on trouve en chinois mandarin un bon nombre de morphèmes bisyllabiques, qui sont écrits avec deux caractères, où le caractère associé à l'une ou l'autre syllabe n'a plus de sens autonome, et n'est par exemple plus utilisé que comme contraction poétique du mot bisyllabique. En mandarin moderne, près de 10 % des morphèmes ne se rencontrent plus que comme composants de mots composés, même si les caractères correspondants avaient un sens autonome en chinois ancien : par exemple, 蝴蝶 húdié (Papillon), dont chacun des caractères signifie isolément « papillon ». Inversement, certains mots monosyllabiques peuvent être transcrits par deux caractères, comme pour 花儿 huār « fleur », où le caractère 儿 représente le suffixe -er en mandarin, qui est la trace d'un ancien mot bi-syllabique.

## Codes
- Codes ISO 15924 de représentation des systèmes d’écritures sinographiques :
  - Hani : écriture sinographique (toutes les variantes non distinguées)
  - Hans : écriture sinographique (variante chinoise hànzì simplifiée)
  - Hant : écriture sinographique (variante chinoise hànzì traditionnelle)